# 芝居小屋
芝居小屋（しばいごや）は、日本において江戸時代後半に成立した、屋根や客席が付いた歌舞伎劇場。

## 歴史
江戸時代後期、江戸・京都・大阪を中心として屋根や客席が付いた歌舞伎劇場（芝居小屋）が成立した。
明治維新後には各都市に芝居小屋が建てられるようになり、1900年代には中小都市にも相次いで建てられた。1920年代頃が芝居小屋の黄金時代とされるが、1930年以後には昭和恐慌の影響で衰退がはじまった。
戦後の1960年代にはテレビの普及などによって、中小都市の芝居小屋が相次いで姿を消した。
1993年（平成5年）には全国芝居小屋連絡協議会が結成された。

## 芝居小屋の一覧
全国芝居小屋会議に加盟している芝居小屋の一覧である。
| 画像 | 所在地             | 名称           | 竣工年       | 文化財                              | 状態                           |
| ---- | ------------------ | -------------- | ------------ | ----------------------------------- | ------------------------------ |
|      | 秋田県鹿角郡小坂町 | 康楽館         | 1910年       | 重要文化財                          |                                |
|      | 茨城県日立市       | 旧共楽館       | 1917年       | 日立市指定文化財                    | 現存する日本最大級の芝居小屋   |
|      | 群馬県みどり市     | ながめ余興場   | 1937年       | みどり市指定文化財                  |                                |
|      | 岐阜県下呂市       | 鳳凰座         | 1883年       | 岐阜県指定有形民俗文化財 （芝居）   |                                |
|      | 岐阜県下呂市       | 白雲座         | 1890年       | 重要有形民俗文化財 （芝居）         |                                |
|      | 岐阜県中津川市     | 明治座         | 1894年       | 岐阜県指定有形民俗文化財 （芝居）   |                                |
|      | 岐阜県中津川市     | 常盤座         | 1891年       | 中津川市指定文化財                  |                                |
|      | 岐阜県中津川市     | 蛭子座         | 1949年       | 中津川市指定有形民俗文化財 （芝居） |                                |
|      | 岐阜県瑞浪市       | 相生座         | 明治20年代頃 |                                     |                                |
|      | 兵庫県豊岡市       | 永楽館         | 1901年       | 兵庫県指定文化財                    | 現存する近畿地方最古の芝居小屋 |
|      | 岡山県美作市       | 春日座         | 不明         | 美作市無形民俗文化財 （芝居）       |                                |
|      | 広島県府中市       | 翁座           | 1927年       | 登録有形文化財                      |                                |
|      | 香川県琴平町       | 旧金毘羅大芝居 | 1835年       | 重要文化財                          | 現存する日本最古の芝居小屋     |
|      | 愛媛県内子町       | 内子座         | 1916年       | 重要文化財                          |                                |
|      | 福岡県飯塚市       | 嘉穂劇場       | 1931年       | 登録有形文化財                      |                                |
|      | 熊本県山鹿市       | 八千代座       | 1910年       | 重要文化財                          |                                |